# Athemistus howitti
Athemistus howitti är en skalbaggsart som beskrevs av Francis Polkinghorne Pascoe 1867. Athemistus howitti ingår i släktet Athemistus och familjen långhorningar. Inga underarter finns listade.